# Christine Marie Berkhout
Christine Marie Berkhout (Malang, 13 juli 1893 – 18 november 1932) was een Nederlandse mycologe. 
Ze werd geboren in Nederlands-Indië waar haar vader Hendrik Anton Berkhout officier was bij het Nederlands Oost-Indisch leger en later directeur was  van de 'Pensioenfondsen voor de koloniale landsdienaren'.
Ze beschreef het geslacht Candida in haar proefschrift voor de Rijksuniversiteit Utrecht in 1923. Met dit proefschrift legde ze de basis voor het rationale systeem van de anascosporogene gisten.
Verder beschreef ze schimmelgeslachten als Monilia, Oidium, Oospora en Torula.
- Author citation (botany): Berkhout
- Gemeinsame Normdatei: 1023914441
- International Standard Name Identifier: 0000 0003 8961 4617
- Nederlandse Thesaurus van Auteursnamen: 132340631
- Virtual International Authority File: 283058641
- WorldCat: E39PBJjhxWHgDJpdP6K8cfRtKd